# Vakarinė Aukštaitijos nacionalinio parko dalis
Vakarinė Aukštaitijos nacionalinio parko dalis este o arie protejată (arie de protecție specială avifaunistică — SPA) din Lituania întinsă pe o suprafață de 34.923,09 ha, integral pe uscat.

## Localizare
Centrul sitului Vakarinė Aukštaitijos nacionalinio parko dalis este situat la coordonatele 55°21′57″N 26°00′26″E / 55.3658°N 26.0072°E.

## Înființare
Situl Vakarinė Aukštaitijos nacionalinio parko dalis a fost declarat arie de protecție specială avifaunistică în aprilie 2004 pentru a proteja 29 de specii de animale.

## Biodiversitate
Situată în ecoregiunea boreală, aria protejată nu include niciun habitat protejat.
La baza desemnării sitului se află mai multe specii protejate de  păsări (29): minunița (Aegolius funereus), pescăruș albastru (Alcedo atthis), acvilă țipătoare mică (Aquila pomarina), cocoșul de mesteacăn (Bonasa bonasia), buhai de baltă (Botaurus stellaris), caprimulg (Caprimulgus europaeus), chirighiță neagră (Chlidonias niger), barză albă (Ciconia ciconia), barză neagră (Ciconia nigra), erete de stuf (Circus aeruginosus), dumbrăveancă (Coracias garrulus), cristeiul de câmp (Crex crex), ciocănitoare neagră (Dryocopus martius), muscar (Ficedula parva), cufundar polar (Gavia arctica), ciuvică (Glaucidium passerinum), cocor (Grus grus), sfrâncioc roșiatic (Lanius collurio), ciocârlie de pădure (Lullula arborea), gaia neagră (Milvus migrans), vultur pescar (Pandion haliaetus), viespar (Pernis apivorus), ciocănitoare de munte (Picoides tridactylus), ciocănitoare verzuie (Picus canus), cresteț pestriț (Porzana porzana), chiră de baltă (Sterna hirundo), silvie porumbacă (Sylvia nisoria), cocoșul de mesteacăn (Tetrao tetrix tetrix),  cocoș de munte (Tetrao urogallus).